# 巴托什鄉

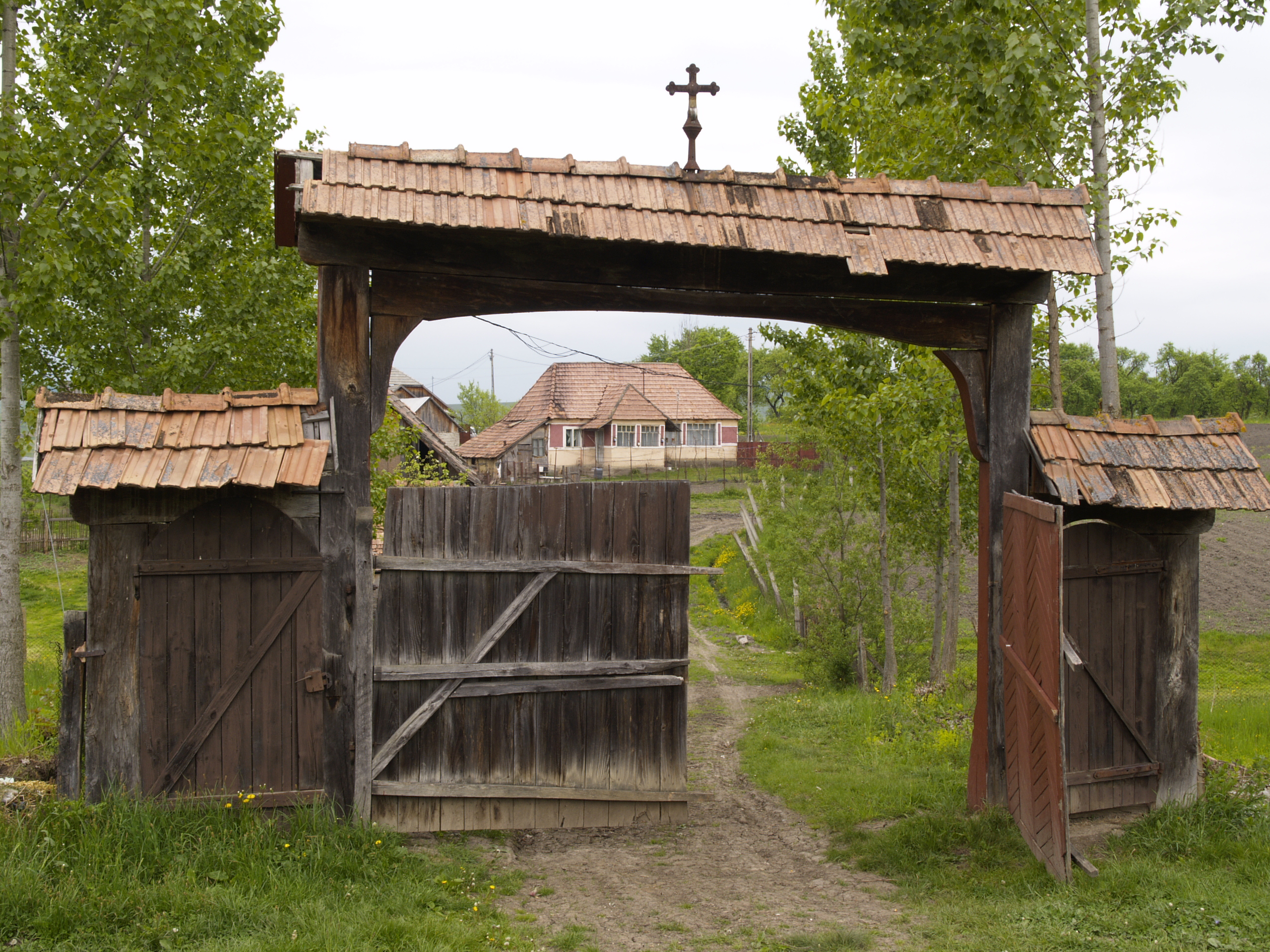

46°53′N 24°40′E / 46.883°N 24.667°E
巴托什鄉（羅馬尼亞語：Comuna Batoș, Mureș），是羅馬尼亞的鄉份，位於該國中部，由穆列什縣負責管轄，面積84平方公里，海拔高度406米，2007年人口4,194，人口密度每平方公里50人。